# Liste der Biografien/Hali
Liste der Biografien |
Portal Biografien |
Personensuche
# |
A |
B |
C |
D |
E |
F |
G |
H |
I |
J |
K |
L |
M |
N |
O |
P |
Q |
R |
S |
T |
U |
V |
W |
X |
Y |
Z |
?
 
Ha |
Hd |
He |
Hi |
Hj |
Hk |
Hl |
Hm |
Hn |
Ho |
Hr |
Hs |
Ht |
Hu |
Hv |
Hw |
Hy
 
Haa |
Hab |
Hac |
Had |
Hae–Haf |
Hag |
Hah |
Hai |
Haj |
Hak |
Hal |
Ham |
Han |
Hao |
Hap |
Haq |
Har |
Has |
Hat |
Hau |
Hav |
Haw |
Hax |
Hay |
Haz
 
Hala |
Halb |
Halc |
Hald |
Hale |
Half |
Halg |
Halh |
Hali |
Halj |
Halk |
Hall |
Halm |
Halo |
Halp |
Hals |
Halt |
Halu |
Halv |
Halw |
Haly |
Halz
Die Liste der Biografien führt alle Personen auf, die in der deutschsprachigen Wikipedia einen Artikel haben. Dieses ist eine Teilliste mit 80 Einträgen von Personen, deren Namen mit den Buchstaben „Hali“ beginnt.

## Hali
- Hali, Tamba (* 1983), US-amerikanischer American-Football-Spieler

### Halib
- Halibarenko, Natalija (* 1978), ukrainische Diplomatin und Botschafterin
- Haliburton, Thomas Chandler (1796–1865), kanadischer Schriftsteller
- Haliburton, Tyrese (* 2000), US-amerikanischer BasketballspielerTyrese Haliburton (* 2000)

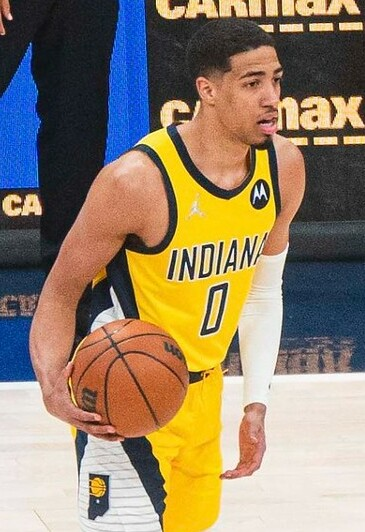
Tyrese Haliburton (* 2000)

- Haliburton, Walter († 1447), schottischer Adliger und Treasurer of Scotland

### Halic
- Halicka, Alice (1894–1974), französisch-polnische Malerin
- Halicka, Beata (* 1972), polnische Historikerin
- Halicki, Andrzej (* 1961), polnischer Politiker, Ökonom und Unternehmer

### Halid
- Haliday, Alexander (1806–1870), irischer Entomologe
- Haliday, Donna (* 1981), neuseeländische Badmintonspielerin
- Halidi, Ibrahim Abderamane (1954–2020), komorischer Politiker und ehemaliger Premierminister

### Halif
- Halifa, Hassanati (* 1983), komorische Fußballspielerin und Soldatin
- Halifax, Joan (* 1942), US-amerikanische Anthropologin, Ethnologin, Buddhistin, Autorin und Menschenrechtsaktivistin

### Halik
- Halik, Nik (* 1969), australischer Finanzunternehmer, Motivationstrainer und Abenteurer
- Halik, Teresa (1949–2015), polnische Philologin, Vietnamistikerin und Sinologin
- Halík, Tomáš (* 1948), tschechischer katholischer Priester, Religionsphilosoph, Soziologe und Autor
- Halik, Tony (1921–1998), polnischer Journalist

### Halil
- Halil Hamid Pascha (1736–1785), osmanischer Großwesir
- Halil Pascha († 1939), osmanischer Maler
- Halil Rıfat Pascha (1827–1901), osmanischer Staatsmann und Großwesir
- Halil Şerif Pascha (1831–1879), türkischer Diplomat und Kunstsammler
- Halil, Ahmad, jordanischer Rechtswissenschaftler, oberster Richter Jordaniens, Imam des Haschemitischen Hofes
- Halil, Patrona († 1730), osmanischer Aufständischer
- Halil, Shirzat (* 1997), chinesischer Fußballspieler
- Halil, Yusuf (* 1991), türkischer Eishockeyspieler
- Halilbašić, Senad (* 1988), österreichisch-bosnischer Filmemacher und Kulturwissenschaftler
- Halilbegović, Faruk (* 1987), bosnisch-herzegowinischer Handballspieler
- Halilcevic, Elma (* 2000), dänische Handballspielerin
- Halilhodžić, Vahid (* 1952), bosnischer Fußballspieler und -trainerVahid Halilhodžić (* 1952)

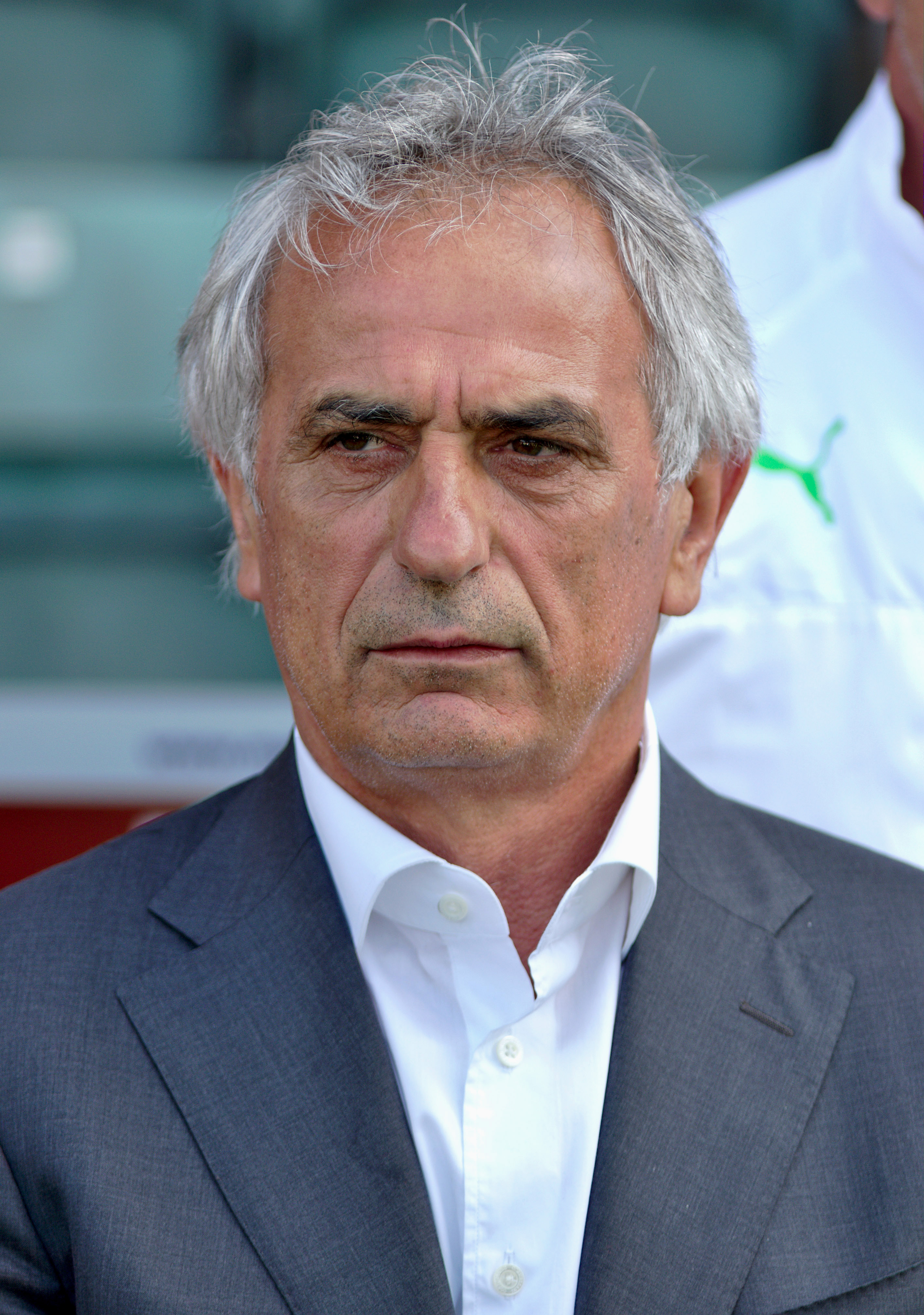
Vahid Halilhodžić (* 1952)

- Halili, Drini (* 2000), albanischer Fußballspieler
- Halili, Jasmin (* 1999), serbischer Hochspringer
- Halili, Merita (* 1966), albanische Volkssängerin
- Halili, Ndriqim (* 1993), deutsch-albanischer Fußballspieler
- Halilou Sabbo, Mahamadou (1937–2006), nigrischer Politiker und Schriftsteller
- Halilović, Adel (* 1996), bosnischer Fußballspieler
- Halilović, Alen (* 1996), kroatischer FußballspielerAlen Halilović (* 1996)

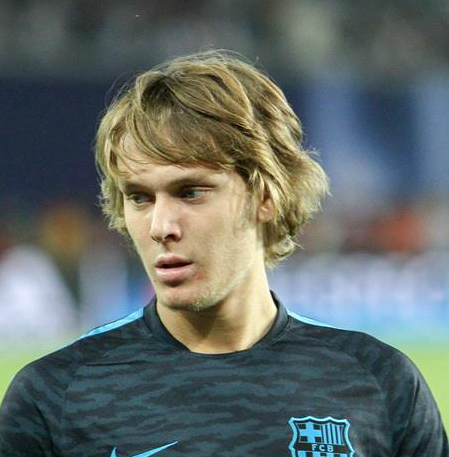
Alen Halilović (* 1996)

- Halilović, Denis (* 1986), slowenischer Fußballspieler
- Halilović, Emir (* 1989), bosnischer Fußballspieler
- Halilović, Maid (* 1976), bosnischer Turbo-Folksänger
- Halilović, Mehmed (* 1976), bosnischer Diplomat
- Halilovic, Mirsad (* 1983), deutscher Skeletonpilot
- Halilović, Nedim (* 1979), bosnisch-herzegowinischer Fußballspieler
- Halilović, Safvet (* 1968), bosnischer Islamwissenschaftler
- Halilović, Sejad (* 1969), jugoslawischer bzw. bosnischer Fußballspieler
- Halilović, Sulejman (* 1955), jugoslawischer Fußballspieler

### Halim
- Halim, Faisal (* 1998), malaysischer Fußballspieler
- Halim, Hazzuwan (* 1994), singapurischer Fußballspieler
- Halim, Isa (* 1986), singapurischer Fußballspieler
- Halim, Mustafa bin (1921–2021), libyscher Politiker, Premierminister von Libyen (1954–1957)
- Halim, Yura (1923–2016), bruneiischer Beamter, Diplomat und Poet
- Halīma bint Abī Dhuʾaib, Amme aus dem arabischen Stamm der Banū Saʿd ibn Bakr
- Halimah IV., Sultana von Anjouan
- Halime Hatun, Ehefrau des oghusischen Clanführers Ertuğrul Gazi und Mutter von Osmans I.
- Halime Sultan (* 1572), Gemahlin von Sultan Mehmed III. und Valide Sultan unter Mustafa I.
- Halimi, Alphonse (1932–2006), französischer Boxer
- Halimi, Besar (* 1994), deutscher Fußballspieler
- Halimi, Gisèle (1927–2020), französische Anwältin und Politikerin, Mitglied der Nationalversammlung
- Halimi, Ilan (1982–2006), französischer Jude marokkanischer Herkunft und Mordopfer
- Halimi, Lindita (* 1989), kosovoalbanische Sängerin
- Halimi, Riza (* 1947), albanisch-serbischer Politiker in Serbien
- Halimi, Sarah (1951–2017), französische Ärztin und Opfer eines antisemitischen Mordes

### Halin
- Halin Winter, Cornelia (* 1974), Schweizer Pharmazeutikerin und Hochschullehrerin
- Halin, Rudolf (1934–2014), deutscher Mathematiker
- Halina, Allamaye (* 1967), tschadischer Diplomat und PolitikerAllamaye Halina (* 1967)

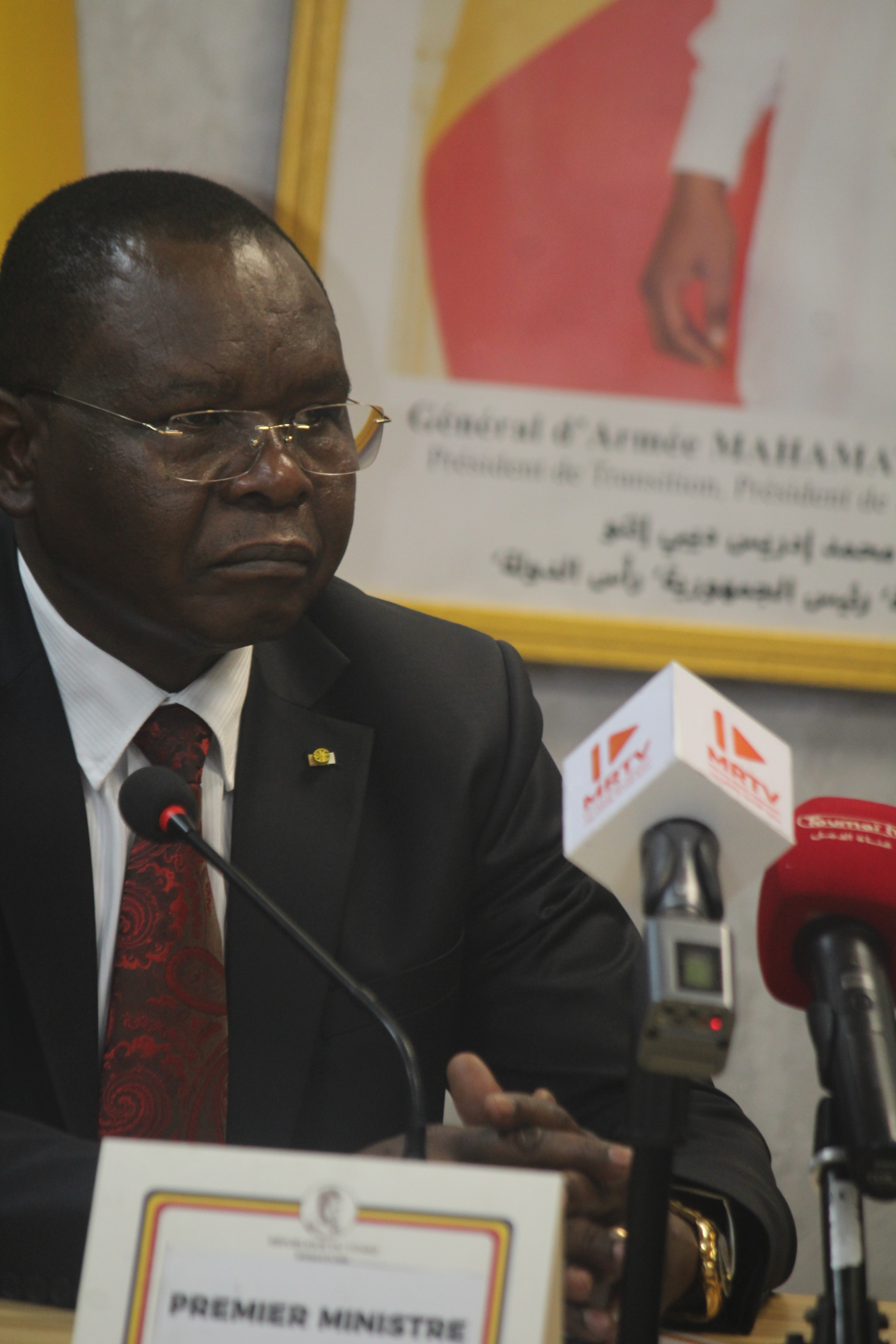
Allamaye Halina (* 1967)

- Halina, David (* 1984), deutsch-polnischer Schauspieler
- Halinard († 1052), Erzbischof von Lyon
- Halinárová, Martina (* 1973), slowakische Biathletin
- Halinitschew, Maksym (2000–2023), ukrainischer Boxer und Soldat

### Halio
- Halioua, Janic (* 1990), Schweizer Filmschauspieler

### Haliq
- Haliq, Ablahan (* 2001), chinesischer Fußballspieler

### Halir
- Halir, Carl (1859–1909), böhmisch-deutscher Violinist der klassischen Musik, Kapellmeister und Musikpädagoge
- Halirsch, Ludwig (1802–1832), österreichischer Dichter und Beamter

### Halis
- Halis, Ziya (* 1948), türkischer Politiker
- Halisch, Janin (* 1984), deutsche Filmemacherin
- Halischuk, Matt (* 1988), kanadischer Eishockeyspieler

### Halit
- Halit Bey, Cibranlı (1882–1925), kurdischer FührerCibranlı Halit Bey (1882–1925)

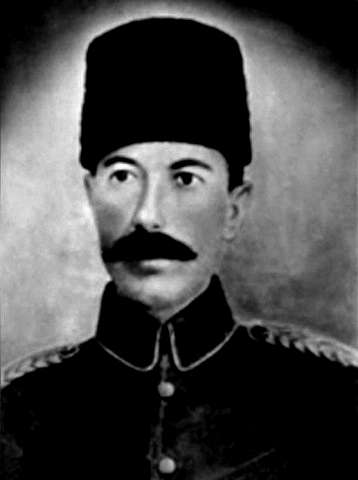
Cibranlı Halit Bey (1882–1925)

- Halitgar von Cambrai, Bischof von Cambrai im heutigen Nordfrankreich
- Haliti, Labinot (* 1985), albanisch-australischer Fußballspieler
- Haliti, Xhavit (* 1956), kosovarischer Politiker und einer der Gründer der UÇK
- Halityrus, antiker Schauspieler